# Alsódobsza

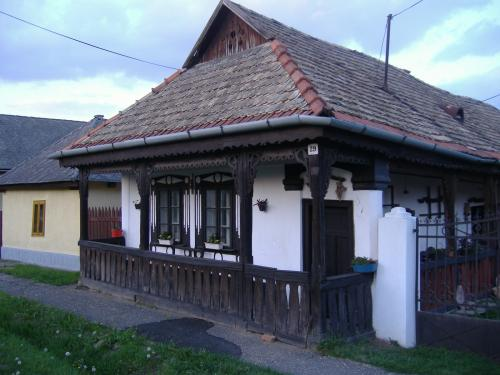
Tájház

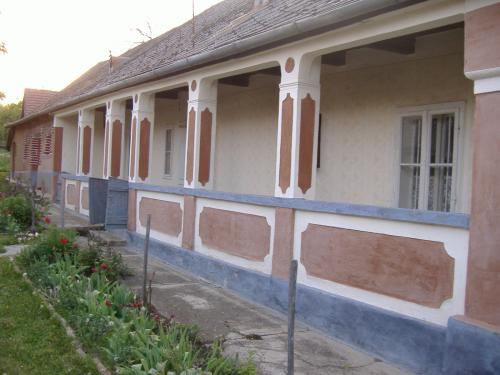
Tájház

Alsódobsza község Borsod-Abaúj-Zemplén vármegyében, a Szerencsi járásban.

## Fekvése
A Hernád bal partján fekszik, a megyeszékhely Miskolctól közúton 22 kilométerre északkeletre, Szerencstől 17 kilométerre nyugatra.
Nyugati határának lejtőit akácerdők uralják, amelyekbe csak néhány keskeny szőlősáv ékelődik. A külterület többi részét jól megművelt szántóföldek és gondozott gyümölcsösök foglalják el.
A település fekvését szépen írja le Balogh József egykori tanító:
„Alsódobsza község ott fekszik, ahol a Nagy Magyar Alföld északkeleti csücske és a Zempléni hegysor délnyugati nyúlványai találkoznak. Közelebbről: a volt Zemplén megye déli részének északnyugati sarkában, a Hernád folyó mellett, ahol a Harangod vidékének északi széle beleolvad a Zempléni hegysor délnyugati dombsorainak napsütötte lankáiba. Gyönyörű hely ez! A község környékének természeti szépségei mindenkit csodálattal töltenek el. A község ugyanis fennsíkon fekszik, s nyugat felé gyönyörű kilátást nyújt a Hernádra, annak számtalan ezüstösen csillogó kanyarulatára. A Hernád-völgy tengersík lapályára, annak hátterére, a szikszói dombokra, távolabb a Bükkre, Miskolcra, s az állandóan füstölgő Diósgyőrre, és Szikszó mellett még több községre, valamint azok hátterében a tiszta időben látható, rózsaszínben csillogó Tátra hegy-tömegeire."
A közvetlenül határos települések: északkelet és kelet felől Megyaszó (4 kilométerre), dél felől Sóstófalva (3 kilométerre), nyugat felől Szikszó városa, északnyugat felől pedig Aszaló. [Utóbbi két település a Hernád túlparti oldalán fekszik; légvonalban alig 5-6 kilométerre, de közúton csak nagy, ~20 kilométeres kerülővel érhetők el.] Délkelet felől egy rövid szakaszon az amúgy kissé távolabb fekvő Újcsanálos külterületeivel is határos.

### Megközelítése
Csak közúton érhető el, Gesztely vagy Megyaszó érintésével, a 3702-es úton.

## A terület földtani fejlődéstörténete
A mikrotáj dombos jellegű, mely nyugaton meredek peremmel szakad le a Hernád alluviális (fiatal folyóvízi üledékből felépített) síkjára. A térség felszíne az évmilliók során a következőképpen formálódott:
A szarmata kor végén (13-14 millió évvel ezelőtt) a Harangod vidéke megsüllyedt, s elöntötte a  tenger. A térségi tengeröbölben sekély tengeri, ún. partközeli facies: homok, kavics, sárga és kék agyag, homokos agyag  és agyagos homok rakódott le. Rozlozsnik Pál az alsó pannon rétegekben korjelző faunákat talált a Hernád partjának alsódobszai szakaszán. A Felhegytől nyugatra durva homokban és szürke, illetve sárga meszes agyagban az alábbi maradványokra bukkant: Prosodacna schmidti Hörn, Congeria vident, Limnocardium variecostatum Vit., Limnoccferdium cfr. penslii Fuchs, illetve Helicigona cf. orbis.

### Széntelep
Az alsó és a felső pannon kor határán a folyó bal parti sávja megemelkedett, ezáltal szárazulattá vált. Ezen a mocsaras, erdős területen megindult a szénképződés. A keletkezett szenet Rozlozsnik Pál (1932) szénpala és lignit néven írja le, míg Boros L. (1995) barnakőszénként említi. Korát és képződési környezetét tekintve lignitről van szó, de figyelembe véve azt, hogy a német nevezéktan alapján a lágy (puha) barnakőszén megfelel a lignitnek, a barnakőszén elnevezés is helyes.
A Felhegyen a tengerszint feletti 200 m magasságban 40–50 cm vastagságú szénréteg bukkant a felszínre. 1925-36 között és 1949-50 telén a lakosság a kitermelését is megkezdte, bár a barnakőszén sem vastagságában, sem minőségében nem éri el az optimálist. A településtől nyugatra 160 m-es tengerszint feletti magasságra, míg a Felsőhegynél 150 m-re ereszkedik le a széntelep. Itt az összlettben két vastagabb és közöttük két vékonyabb fás barnakőszénréteg található. A két vastagabb telep között 5 m-es a távolság. Az alsó telep mindössze 67 cm vastag. Fűtőértékük 2120-3971 cal között váltakozik. Északi irányban a kőszénrétegek elvékonyodnak és lemennek a Hernád szintjéig.  Ezt a szenet a 30-as években a közeli községekben értékesítették. Az a gazda, akinek a földje alatt futott a bánya, illetményszenet kapott. Egy időben az iskolát is az egyházi földek után kapott járandóság-szénből fűtötték. A tanító pedig a bányászszülőktől kapott szénnel tüzelt. A bányát aztán bezárták, ugyanis a gyenge minőség miatt nem volt kifizetődő a kitermelés. Mivel a szénréteg közel a felszínhez helyezkedik el, a föld néhány helyen beszakadt és veszélyeztette a földművelést. Vájatai olykor a falu házai alá is benyúltak, s a lakók nehezen viselték el a bányászattal járó rezgéseket. Az is előfordult, hogy a föld megsüllyedt, és a lakóházak veszélybe kerültek. Az itt lévő szén egy része még a Hernádba is belenyúlt. Az emberek a víz alól szedték ki a szenet, majd a partra rakva, száradás után hazavitték.  A főaknászt Stubner Gyulának hívták; a Hegedűs-házban lakott. Említést érdemel, hogy a Kis-erdő alatti részen is van szén.

### Gipszkristályok
A Doma nevű partszakasz suvadásos lignites rétegeiben benn-nőtt gipszkristályok találhatók a mintegy 40 cm-es sárga színű agyagrétegben, amely színét a felette található lignitrétegtől kapta. Ennek hatására limonitcsomók és 6 cm vastagságot elérő gipszlencsék is képződtek benne. A gipsz valószínűleg az eredeti növényi anyagok fehérjéinek bomlásakor keletkezett kénvegyületeknek az egyidejűleg lerakódott Ca-tartalmú vegyületekkel, kiváltképp mésszel alkotott keveréke. Nagy esőzések után, suvadásokkal feltárt friss rétegekben gyakran találhatóak fehér, szürkésfehér, általában zavarosan áttetsző, csak apró részletekben víztiszta kristályok. Gyakoriak a szabálytalanul összenőtt kristályhalmazok is, ritkábbak a rosszul fejlett fecskefark alakú ikrek. A szerencsi Zempléni Múzeum egykori földtani gyűjteményében több mint 50 gipszkristály volt, amelyet a 60-as években gyűjtöttek Alsódobszán.
Az 1940-es évek elején szerpentinút építése közben a munkások az 1-2 dekásoktól egészen a negyedkilós darabokig találtak ilyen kristályokat, s találhatók ilyenek az egykori Hejczei János-féle szőlő aljában is. Kiégetve és összetörve kiváló gipsz alapanyagként hasznosíthatók.

### Löszképződés
A felső pannon korban már csak a Harangod délnyugati részét borította tenger, a többi része szárazulattá vált, amelyre az északról érkező Ős-Hernád kavicsos üledéksort rakott le. Pinczés Zoltán szerint az Ős-Hernád a Hideg-völgyön át folyt dél felé, majd a levantei megbillenés során került a mai helyére. A pliocén végén (2,5 millió éve) és a pleisztocénban (2,5 millió évtől 12 ezer évvel ezelőttig) a folyók és patakok tovább építgették hordalékkúpjukat. A pleisztocénban (jégkorszakban) hazánk a Harangod vidékével együtt peri-glaciális (jégtakaró környéki) területhez tartozott. A glaciálisokban, amikor a jég egészen a Kárpátokig nyomult előre, a hőmérséklet rendkívül alacsony volt. A kevés csapadék miatt a folyók vízhozama csökkent, ezért kevesebb hordalékot szállítottak. Az erős északi szelek kifújták a hordalékkúpból a finom poranyagot, majd a füves, száraz térszíneken lerakták, ezzel megindult a löszképződés. A glaciálisok idején a szoliflukció (sár- és iszapfolyás) átformálta a laza üledéket. Az interglaciálisokban (két hideg periódus közötti idő) melegebbre és csapadékosabbra fordult az éghajlat, ezáltal ismét megindult a hordalékkúp-építés. A lösz a megemelt Hernád-parton a legmagasabb, majd kelet felé fokozatosan elvékonyodik. Alsódobszánál 8 méter, Megyaszó környékén viszont már csak 2-4 méter vastag.

## Története
A fennmaradt hivatalos írások közül először az 1332-37-es pápai tizedlajstrom említi a település nevét, Dobszát. A szájhagyomány szerint ezt a nevet a tatárjárás idején kapta, amikor is „dobszó” jelezte a tatárok jövetelét. Valójában azonban inkább az ideköltöző Dobsai családról kaphatta, majd később már itt találunk egy Kázmér nevű családot is, s innen jöhet későbbi neve: Kázmérdobsza.
A község legrégibb gazdájának a Perényi családot említik a feljegyzések, amely család Zsigmond királytól kapta e falut 1404. december 20-án. A Perényi család 1405. június 19-én elcserélte a földet a Kysnemty testvérekkel. 1409. szeptember 6. előtt már Garai Miklós nádor birtokolta.
A pápai tizedlajstrom 1410-ben foglalkozik a dézsmaszedés ügyében a községgel, mert annak szegény lakossága alig tudott fizetni.
1465-ben a község birtokosai már a Gercsey és Csányi családok, amíg 1484-ben zálogjogon ismét a Gercsey család birtokába jut.
Későbbi idők feljegyzései más birtokosokról is megemlékeznek, mint például Barcskay János özvegye, Lencsés stb.
1807–1808, sorsforduló volt a falu életében. Ekkor kezdődött meg a felköltözés az ún. Ófaluból, a település jelenlegi helyére. Ekkor jelölték ki az iskola és a templom helyét is, amelyek még ma is ott állnak. Ekkor adták ki a papi és tanítói földeket: szántót, szőlőt, kaszálót és kenderföldet. Ez akkor 24 holdat tett ki, amelyből 16 hold a lelkészé, 8 hold pedig a tanítóé volt.
Az új helyen a község neve Kisdobsza lett, s az is maradt egészen 1810-ig, amikor a mostani Alsódobsza nevet kapta.
1891-ben a faluban tűzvész pusztított. Szinte minden leégett, de hamar újjá is épült. Ekkor nagy mennyiségű szőlőt termeltek ezen a vidéken (erre utal a község címere is), de a szőlészetnek az 1890 körüli filoxéravész véget vetett. Ezután külterjes mezőgazdasággal és állattenyésztéssel foglalkoztak az itt élők.
Az I. világháború nagy emberi és anyagi veszteségeket okozott. A bevonultak közül 18-an nem tértek haza. A II. világháborúban 9-en haltak meg vagy tűntek el nyomtalanul.

## Közélete

### Polgármesterei
- 1990–1994: Bűdi Károly (független)[10]
- 1994–1998: Bűdi Károly (független)[11]
- 1998–2002: Bűdi Károly (Zempléni Településszövetség)[12]
- 2002–2006: Bűdi Károly (Zempléni Településszövetség)[13]
- 2006–2010: Bűdi Károly (Zempléni Településszövetség)[14]
- 2010–2014: Bűdi Károly (független)[15]
- 2014–2019: Bűdi Károly (független)[16]
- 2019–2024: Bűdi Károly (független)[17]
- 2024– : Bűdi Károly (független)[1]

## Népesség
A település népességének alakulása:
| Lakosok száma | 298  | 294  | 287  | 295  | 279  | 281  | 287  |
|               | 2013 | 2014 | 2015 | 2021 | 2022 | 2023 | 2024 |

2001-ben a településen a lakosság 93%-át magyar, 7%-át cigány nemzetiségű emberek alkották.
A 2011-es népszámlálás során a lakosok 95,6%-a magyarnak, 5,7% cigánynak, 0,7% németnek, 0,3% szlováknak mondta magát (4,4% nem nyilatkozott; a kettős identitások miatt a végösszeg nagyobb lehet 100%-nál). A vallási megoszlás a következő volt: római katolikus 17,8%, református 65,8%, görögkatolikus 2,3%, evangélikus 1%, felekezet nélküli 4,4%, (8,7% nem nyilatkozott).
2022-ben a lakosság 92,1%-a vallotta magát magyarnak, 0,4% szlováknak, 0,4% egyéb, nem hazai nemzetiségűnek (7,9% nem nyilatkozott; a kettős identitások miatt a végösszeg nagyobb lehet 100%-nál). Vallásuk szerint 15,1% volt római katolikus, 49,1% református, 1,4% görög katolikus, 0,7% evangélikus, 0,4% ortodox, 4,3% felekezeten kívüli (28,7% nem válaszolt).

## Nevezetességek
- Református templom. A község eredetileg a Hernád folyó partján feküdt első református templomával együtt, mely tűzvész következtében teljesen leégett. 1724-ben ugyanerre a helyre építették újjá, de 1803-ban egy földrengés a faluval együtt az új templomot is elpusztította. 1807-ben a település átköltözött jelenlegi helyére, s ekkor már a templomot is itt építették fel. 1889-ben ismét leégett, de hamar újjáépítették. A templom 2007-ben ünnepelte 200 éves fennállását. A jubileum megünneplésére készülő hívek ekkor teljes körű felújítást végeztek rajta. Belső terében 330 ülőhely található. Mennyezete sík, vakolt. A szószékkel szemben lévő falon helyezték el az I. és II. világháborús hősök emléktábláját. 190 kg-os harangját 1902-ben, a 150 kg-ost pedig 1924-ben öntötték. Az orgonát 8 változattal Gerstenengst József építette 1943-ban.
- Tájházak. Az idelátogatóknak két tájház mutatja be a régi idők hangulatát.
- Tátorján Tanösvény

## Közlekedése
Megközelíthető Miskolc és Szerencs irányából is a Volánbusz 3730-as járatával.